# Allancastria
Allancastria is een geslacht van dagvlinders binnen de familie Papilionidae

## Soorten
Allancastria kent de volgende soorten:
- Allancastria caucasica (Lederer, 1864)[3]
- Allancastria cerisyi (Godart, [1824]) – Oostelijke pijpbloemvlinder
- Allancastria cretica (Rebel, 1904)[4]
- Allancastria deyrollei (Oberthür, 1869)[5]
- Allancastria louristana (Le Cerf, 1908)[6]

## Waardplant
Allancastria-soorten hebben planten uit het geslacht Aristolochia als waardplant.